# Komisija za alpinizem PZS
Komisija za alpinizem, (KA), je strokovno koordinacijsko telo pri Planinski zvezi SLovenije, odgovorno za področje alpinistične dejavnosti. 

## Delo
Najpomembnejše  aktivnosti so: vzgoja in izobraževanje, vrhunski alpinizem ter podpora mladih perspektivnih alpinistov. Komisija tudi predlaga kandidate za dosego statusa vrhunskega športnika s področja alpinizma in podeljuje alpinistična priznanja. V njenem okviru deluje tudi Podkomisija za tekmovalno ledno plezanje ter Slovenska mladinska alpinistična reprezentanca (SMAR).
Komisija ima podlago za delo v Alpinističnem pravilniku, ki ureja odnose med alpinističnimi kolektivi in njihovimi člani in njihovimi organi v okviru Planinske zveze Slovenije.
Komisija za alpinizem podeljuje alpinističnim kolektivom, njihovim članom, podjetjem, organizacijam in skupnostim priznanja:
- za najboljše alpinistične dosežke v pretekli sezoni,
- za dolgoletno delo na področju alpinizma,
- za izjemne dosežke, ki dvigajo ugled slovenskega alpinizma doma in v tujini.

## Organiziranost
Alpinistični kolektiv je skupina ljudi, ki organizirano goji alpinistično dejavnost v okviru Planinskih društev (PD), v okviru drugih organizacij ali kot samostojne pravne osebe. Ustanovljen je zato, da organizira alpinistično dejavnost, jo širi in skrbi za dvig kvalitete, svojim članom pa omogoči uveljavljanje pravic in izpolnjevanje obveznosti. Vodi in zastopa ga načelnik. Poznamo naslednje oblike: 
- Alpinistični odsek v okviru PD,
- Alpinistični klub kot samostojna pravna oseba in
- Alpinistična sekcija  pri PD kot predhodnica alpinističnega odseka.

Glede na strokovno usposobljenost se člani ločijo na: mlajši in starejši pripravniki alpinisti, alpinisti, alpinistični inštruktorji, pripravniki alpinističnega smučanja, alpinistični smučarji in inštruktorji alpinističnega smučanja.
Svoje aktivnosti usklajujejo na zboru načelnikov, ki se organizira enkrat letno.

## Etični kodeks
Alpinistični etični kodeks obnašanja v gorah in etika plezanja temeljita na spoštljivem, zdravem, razumskem odnosu do plezanja in okolja, v katerem poteka. Kodeks je vodilo obnašanja v gorskem okolju tako glede na naravo kot na ljudi, ki tam živijo. Alpinisti naj bi s svojo prisotnostjo skrbeli za čim manjšo erozijo v okolju, pazili na rastlinje in čim manj motili živali (predvsem ptice) in  naj ne bi onesnaževali vode in tal. Pri aktivnostih v skupini se morajo prilagajati tovarišem v skupini, vsak alpinist mora biti pripravljen pomagati drugim v primeru nezgode. 
Plezalna etika zajema zdravo razumsko obnašanje pri plezanju, z namenom zmanjšati nevarnost nastajanja sporov, škode, poškodb ali smrti.  Alpinisti so dolžni o svojih dosežkih realno in resnicoljubno poročati.

## Usposabljanje
Komisija za alpinizem vzgaja in izobražuje članstvo s tečaji, izpiti in seminarji člane za pridobitev strokovnih nazivov alpinist in alpinistični inštruktor. V izobraževalni proces se lahko vključi vsak član alpinističnega kolektiva, ki je star najmanj 16 let in je primerno zdrav. S tem postane tečajnik, ki mora opraviti teoretični in praktični izpit. Naslednja stopnja izobraževanja je pripravnik, ki mora opraviti določeno število vzponov, ki jih določi alpinistični kolektiv. 
Alpinist postane oseba, ki je član PZS in je stara 18 let, in je opravila prej navedeno izobraževanje vključno z izpitom za starejšega pripravnika, ima najmanj 3 leta alpinističnega staža in je opravila izpit za alpinista pri komisiji PZS. Drugi posebni pogoji so še:
- najmanj 30 različnih kopnih (letnih) alpinističnih vzponov v najmanj dveh različnih gorstvih - od tega najmanj 5 vzponov višjih od 500 metrov (kot prvi ali izmenično v navezi) in najmanj 5 vzponov z oceno IV ali več (in višjih od 200 metrov oziroma najmanj 5 raztežajev) kot prvi ali izmenično v navezi;
- najmanj 15 različnih zimskih alpinističnih tur (pristopi, smeri, turni smuki, ledni slapovi - vsaj 100 metrov) - od tega najmanj 5 smeri kot prvi ali izmenično v navezi;
- najmanj 1 alpinistični vzpon (ali pristop) na vrh nad 3500 metrov.

Praktični opis izpita za alpinista je napisal Žan Karničar in je na naslovu .
Za alpinističnega inštruktorja pa je potrebna starost 21 let, najmanj 2 leti staža kot alpinist, v zadnjih 3 letih opravljeni vzponi z oceno V in višji od 500 m. Opraviti mora tudi seminar za naziv alpinistični inštruktor in izpit za alpinističnega inštruktorja pred komisijo PZS. Svojo usposobljenost morajo potrjevati vsaka 3 leta z licenčnim usposabljanjem.

## SMAR
Slovenska mladinska alpinistična reprezentanca (SMAR) je začela delovati aprila 2012. Njeni člani so mladi slovenski perspektivni alpinisti. Članstvo traja 3 leta. Namen članstva je doseganje kvalitetnih vrhunskih vzponov, spodbujanje in izražanje posameznikove plezalske in organizacijske sposobnosti ter uresničevanje lastnih kvalitetnih alpinističnih ciljev doma, v Alpah in v drugih gorstvih po svetu.

## Zbornik Slovenski alpinizem
Komisija za alpinizem pri PZS vsako leto ali na dve leti izdaja tudi Zbornik. V njem so opisani posamezni dosežki alpinistov doma in v tujini ter splošna ocena obravnavane sezone, alpinistično smučanje, ledno plezanje ter izbor najuspešnejših alpinistov.

## Besednjak
Nekateri pojmi s področja alpinizma kot jih uporablja Komisija za alpinizem:
Alpinistična tura je skupno ime za vzpon, pristop, turni smuk. Kot turni smuk se šteje tudi alpinistično smučanje. Turni smuki in ledni slapovi se štejejo vse leto. Vse velja za naše podnebne razmere.
Alpinistična smer je plezalna smer v snežnih, lednih ali kopnih razmerah, višja od 100 m, pri čemer je
mora biti vsaj 60% najmanj I. težavnostne stopnje po lestvici UIAA.
Smer je umišljena črta v skalovju, snegu, ledu, po kateri se pleza, hodi.
(Alpinistični) vzpon je preplezana alpinistična smer, lahko tudi v sestopu, če ni uporabljeno spuščanje po vrvi.
Kopni - letni vzpon je vzpon, ki ni ne zimski in ne v zimskih razmerah.
Zimski vzpon je v času od 21.12. do 20.03. v stenah, ki niso obrnjene proti JV, J in JZ in je izstop
višji kot 1.500 m.
Vzpon v zimskih razmerah je v času od 21.12. do 20.03. v stenah, ki so obrnjene proti JV, J ali JZ, v času od 01.12. do 20.12. in od 21.03. do 30.04. v stenah, ki so obrnjene proti Z, SZ, S, SV in V.
Pristop je se šteje od 01.12. do 30.04. na vrhove višje od 2000 in celo leto na vrhove, višje
od 3.500 m.
Turni smuk je spust s smučmi na nogah z vrha ali grebena, ki je razvodnica in je višji od 2.000 m.
Varianta smeri je kadar je manj kot 40% višine originalne smeri.
Navedene definicije se nekoliko razlikujejo od tistih v Planinskem terminološkem slovarju, ki ga je izdala ZRC SAZU (ISBN 961-6358-68-5).